# Lyngsjö kyrka
Lyngsjö kyrka är en kyrkobyggnad i Lyngsjö vid vägen mellan Simrishamn och Kristianstad. Den är församlingskyrka i Degeberga-Everöds församling i Lunds stift.

## Kyrkobyggnaden
Kyrkan uppfördes på 1100-talet. Kyrkan består i dag av ett kor, långhus samt torn, samtliga uppförda under samma tillfälle strax före mitten av 1100-talet. Tiden anges av en konsthistorisk datering av målningarna i koret vilka dateras till 1140-talet. Kyrkan avslutas i dag i öster av koret men har från början haft en absid. Detta framgår av 1100-talsmålningen i korets nordöstra hörn där valvbågsformen är bevarad i målningen.
Kyrkan utmärker sig genom att koret är mycket högt och har ursprungliga fönsteröppningar i två våningar. Detta förekommer inte på vanliga sockenkyrkor utan tyder på att kyrkan har haft en alldeles speciell funktion. Att så är fallet framgår också av det så kallade Gyllene altaret samt dopfunten som visar en unik scen av mordet på ärkebiskop Thomas Becket år 1170. Kyrkan har också ursprungligen haft en låg ytterdörr från norr till koret. Att denna dörr inte varit kopplad till en sakristia i norr visar norra korväggens nedre fönster vars placering omöjliggör ett sådant vapenhus. En sådan ytterdörr i norra kormuren är inte vanlig i sockenkyrkor.
Kyrkan har dessutom, liksom grannkyrkan i Vä, haft en tornvåning i vars östvägg en mittnisch flankeras av två muröppningar in mot kyrkan. När man senare under medeltiden slog valv i långhuset murades dessa öppningar igen. Dylika så kallade emporvåningar finns i ett antal kyrkor. Man har tidigare menat att dessa tornrum varit uppehållsplats för bygdens storman och hans familj. Framför mittnischen har funnits ett altare, bevarat i Vä men borttaget i Lyngsjö. Här skulle stormannen kunna fira mässan avskild från kyrkan men med synkontakt med koret genom murgluggarna. Denna gamla teori har på senare tid ifrågasatts eftersom trapporna till tornvåningen är smala och svårtillgängliga med bland annat mycket höga trappsteg. Kanske har tornrummen istället ingått i den processionsliturgi som varit vanlig i de medeltida kyrkorna.
1100-tals målningarna , skapade av Finjamästaren, är endast påträffade i koret och på triumfbågens undersida. Långhuset har inte haft några tidiga målningar, vilket visas av den Kristofferfigur som återfinns på norra långhusmuren, i dag ovanför de senare inslagna valven. Målningen kan dateras till 1300-talet och är utförd på den ursprungliga putsen utan några målningar under.
Kormålningarna är mycket fragmentariska men visar Jungfru Maria som halvliggande övervakar badet av det nyfödda Jesusbarnet. I triumfbågen finns änglar. Målningarnas arrangemang, med rikt utsmyckad korvägg i väster är riktade mot verksamheten i koret och ej i långhuset. Mitt på väggen över triumfbågen finns till exempel en stor ängel som med sin lyfta högerhand ger ett hälsningstecken in i koret.

## Inventarier
Kyrkans altare har sin framsida beklädd med ett antemensale eller ”gyllene altare”. Framsidan är helt täckt av drivet kopparbleck som blivit förgyllt. Detta gyllene altare uppvisar 13 figurmotiv med Jungfru Maria som det helt dominerande mittmotivet. Över och under Mariabilden finns kungarna David och Salomo. På sin högra sida har hon Moses med stentavlorna och på sin vänstra Aron med en grönskande stav. Resterande bilder menas vara olika profeter.
Dylika gyllene altare har funnits i några fåtal kyrkor i Norden. Mariabilden i detta sammanhang i ensamt majestät är däremot inte känd från någon annan kyrka. Var antemensalet i Lyngsjö blivit tillverkat är inte känt. Möjligen kan det komma från en verkstad i Lund. Från senmedeltiden vet man emellertid att Vä strax norr om Lyngsjö varit centralort för ett omfattande guld- och silversmide.
I tornet hänger 2 klockor. Den stora är sannolikt gjuten på 1500-talet och saknar helt inskrift. Den väger cirka 550 kg. Den lilla är gjuten år 1889 i New York av Menely & Co. Det är den enda amerikanska kyrkklocka som finns i Sverige. Den väger cirka 350 kg.[källa behövs]
Kyrkans dopfunt är ett verk som konsthistoriskt tillskrivits Tove stenmästare. Scenen är unik i Norden så till vida att den visar mordet på ärkebiskop Thomas Becket i Katedralen i Canterbury 1170. Thomas Becket var ursprungligen cisterciensermunk som blev ärkebiskop och som kom i strid med den engelske kungen. Han blev därför dräpt av fyra av kungens män. Redan 1172 helgonförklarades han. 
På dopfuntens cuppa ses den engelske kungen Henrik II sittande på sin tron pekande på Thomas. Kungen är namngiven på funten. Här visas också hur hans fyra riddare hugger ner den bedjande ärkebiskopen inför ögonen på en präst. Mordet sker framför altaret vilket visas till höger om den mördade. Över altaret svävar den helige ande i form av en duva. På cuppan finns också en framställning av Jesu dop, Petrus och Paulus som av Jesus mottar himmelrikets nyckel och en bok. Här finns också en scen som visar Marias kröning.
Cuppans fot, innehåller, som brukligt på 1100-talsfuntar, motiv med symboler som tolkats som ondskans makter. Här ses ett vädurshuvud, en man som räcker ut tungan samt ett grinande djurhuvud. Dopfunten har kvar en del av sin ursprungliga bemålning.
Konsthistorisk brukar man räkna Lyngsjödopfunten till Tove stenmästares sista kända alster vilket ger den en datering till slutet av 1100-talet - runt 1200.

### Orgel
- Tidigare användes ett harmonium i kyrkan.
- Den nuvarande orgeln byggdes 1960 av A Mårtenssons orgelfabrik AB, Lund och är en mekanisk orgel.

| Huvudverk I   | Svällverk II      | Pedal        | Koppel |
| Gedackt 8'    | Spetsgamba 8´     | Subbas 16´   | I/P    |
| Principal 4'  | Rörflöjt 4'       | Nachthorn 4' | II/P   |
| Gemshorn 2'   | Principal 2'      |              | II/I   |
| Mixtur 3 chor | Larigot 1 1/3'    |              |        |
|               | Crescendosvällare |              |        |

## Galleri

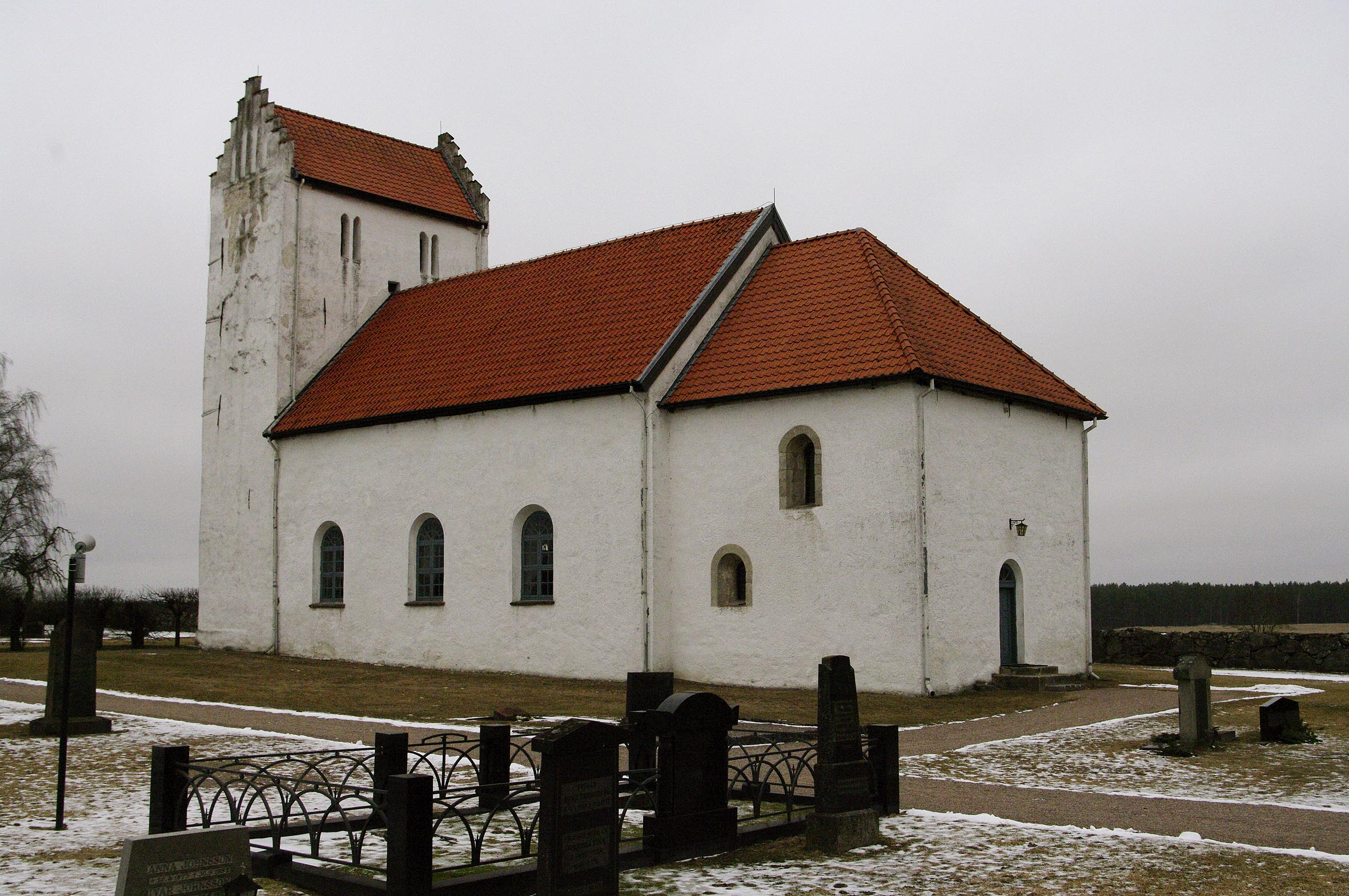
Kyrkan sedd från sydost med det ovanligt höga koret.
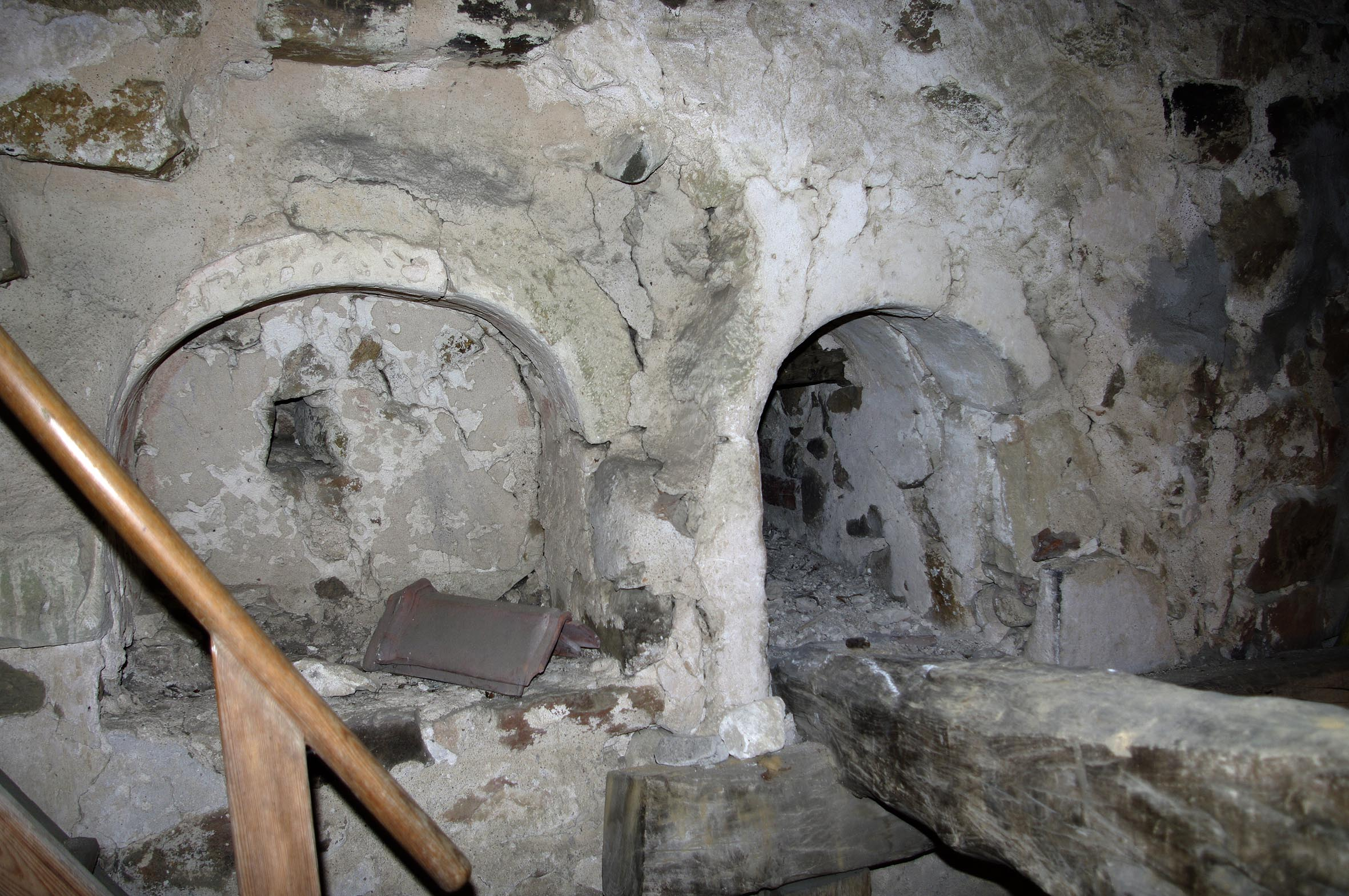
Emporvåningen med altarnisch och den södra muröppningen in mot långhuset.
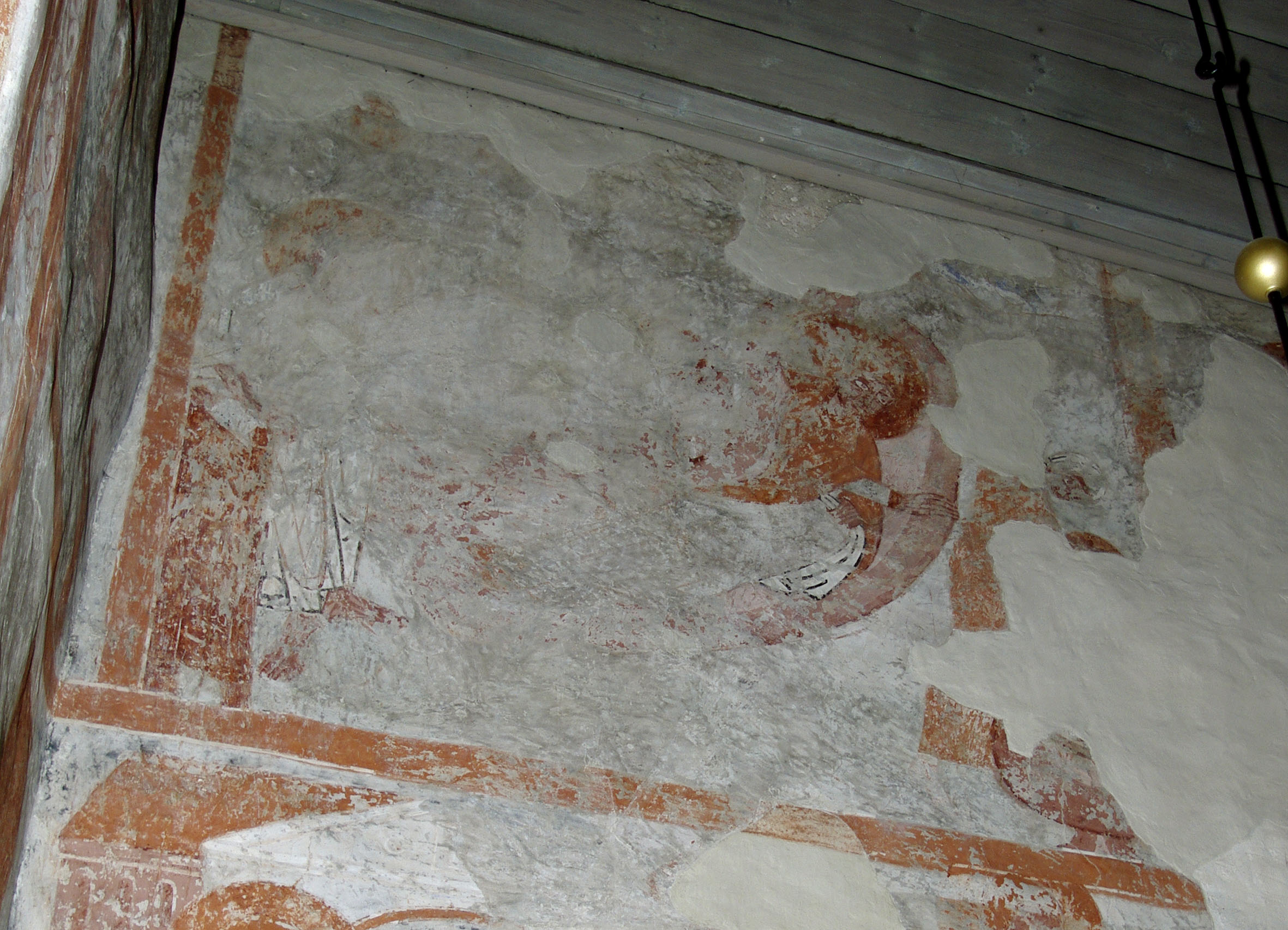
Den liggande Jungfru Maria på norra kormuren.
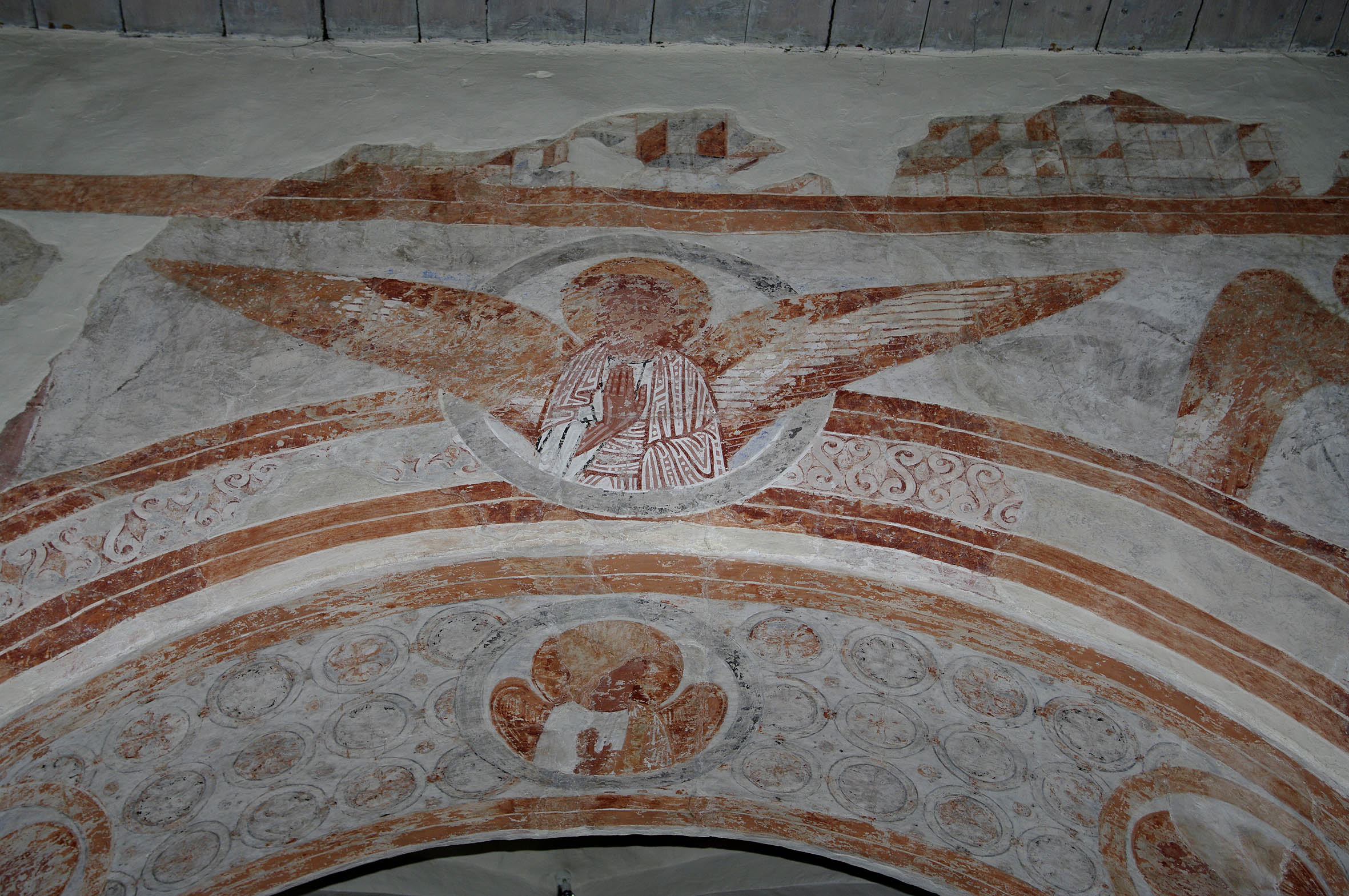
Hälsande ängel i västra kormuren.
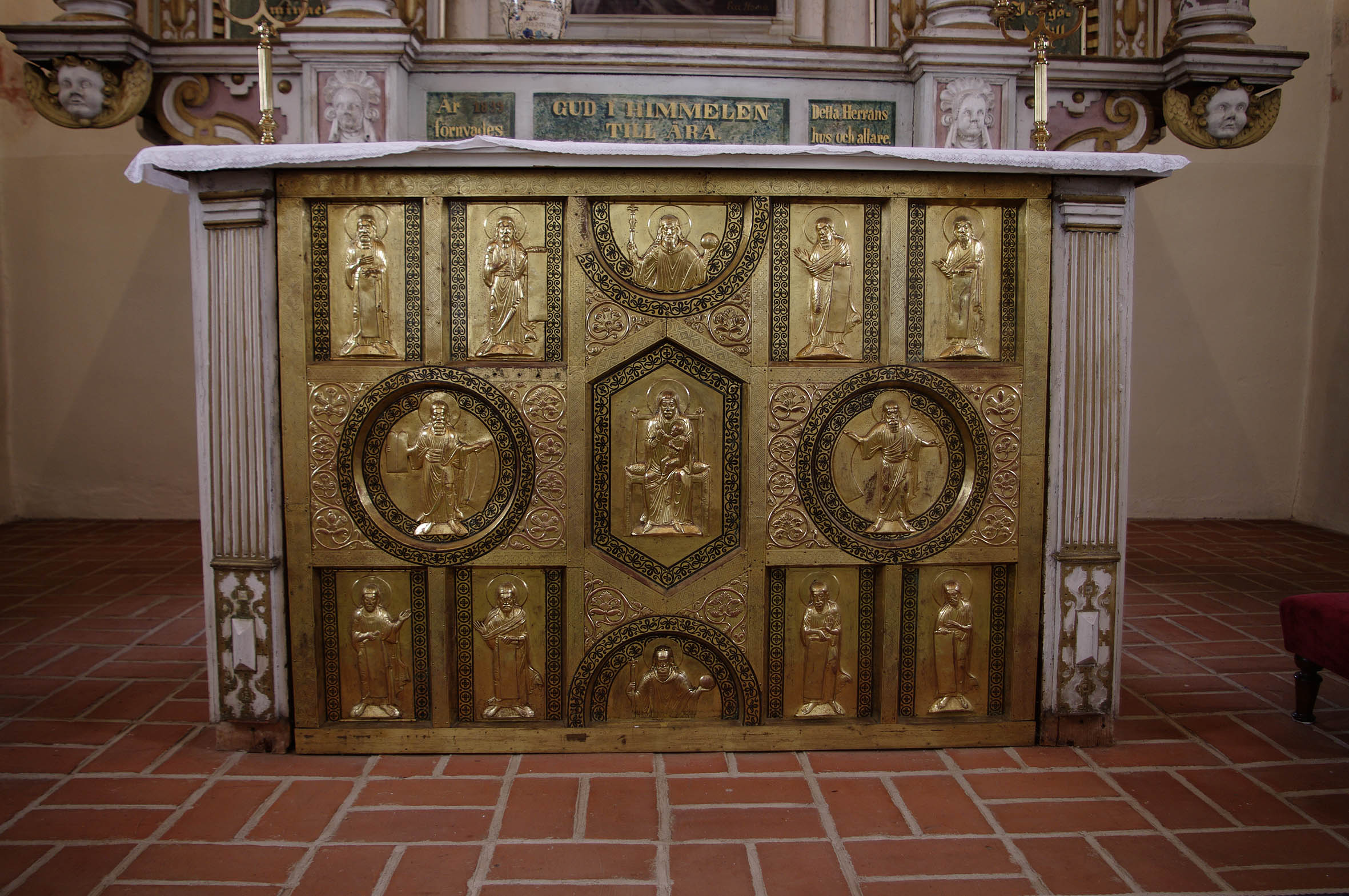
Altaret med antemensale.
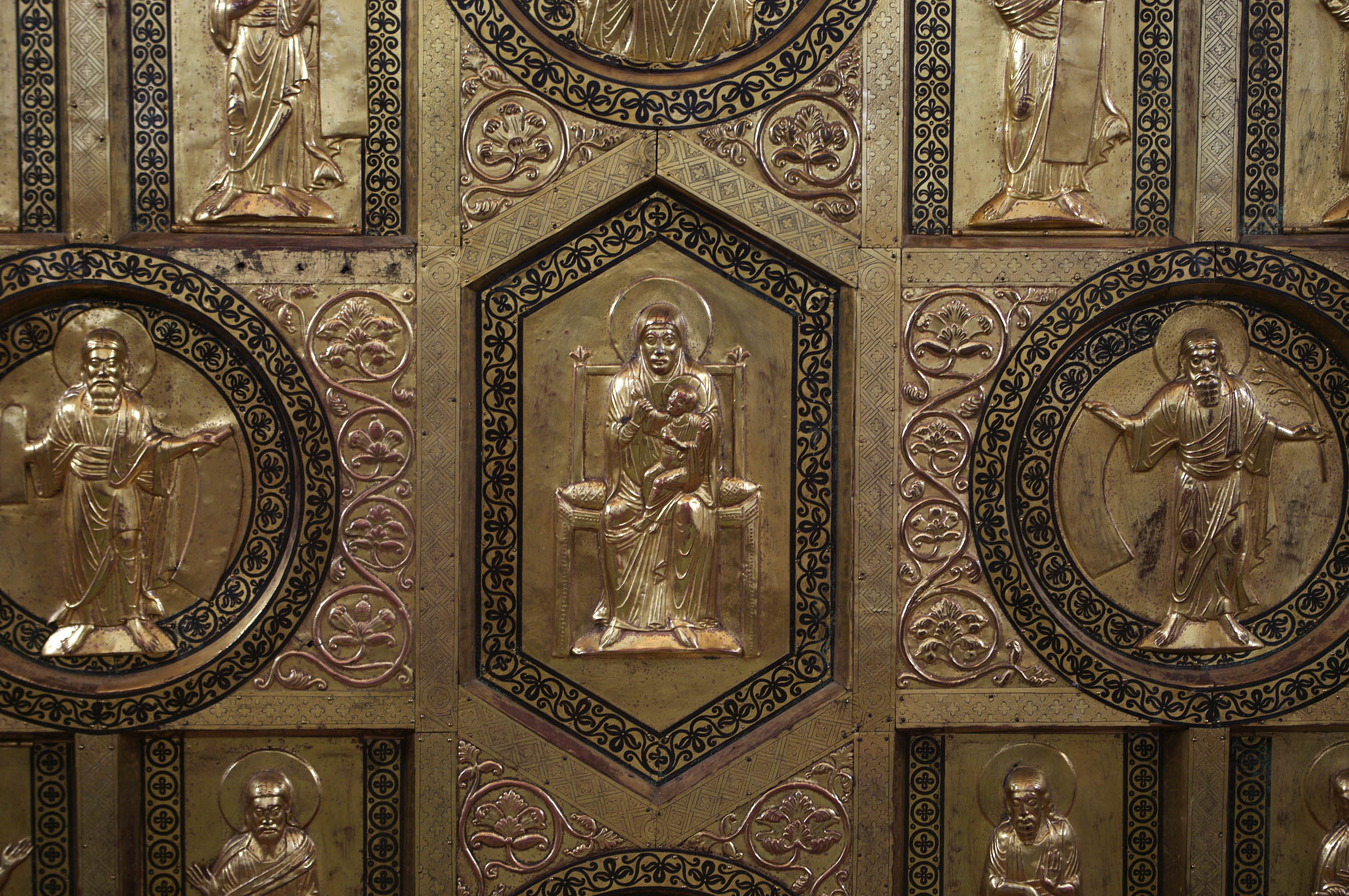
Detalj av madonnabilden.
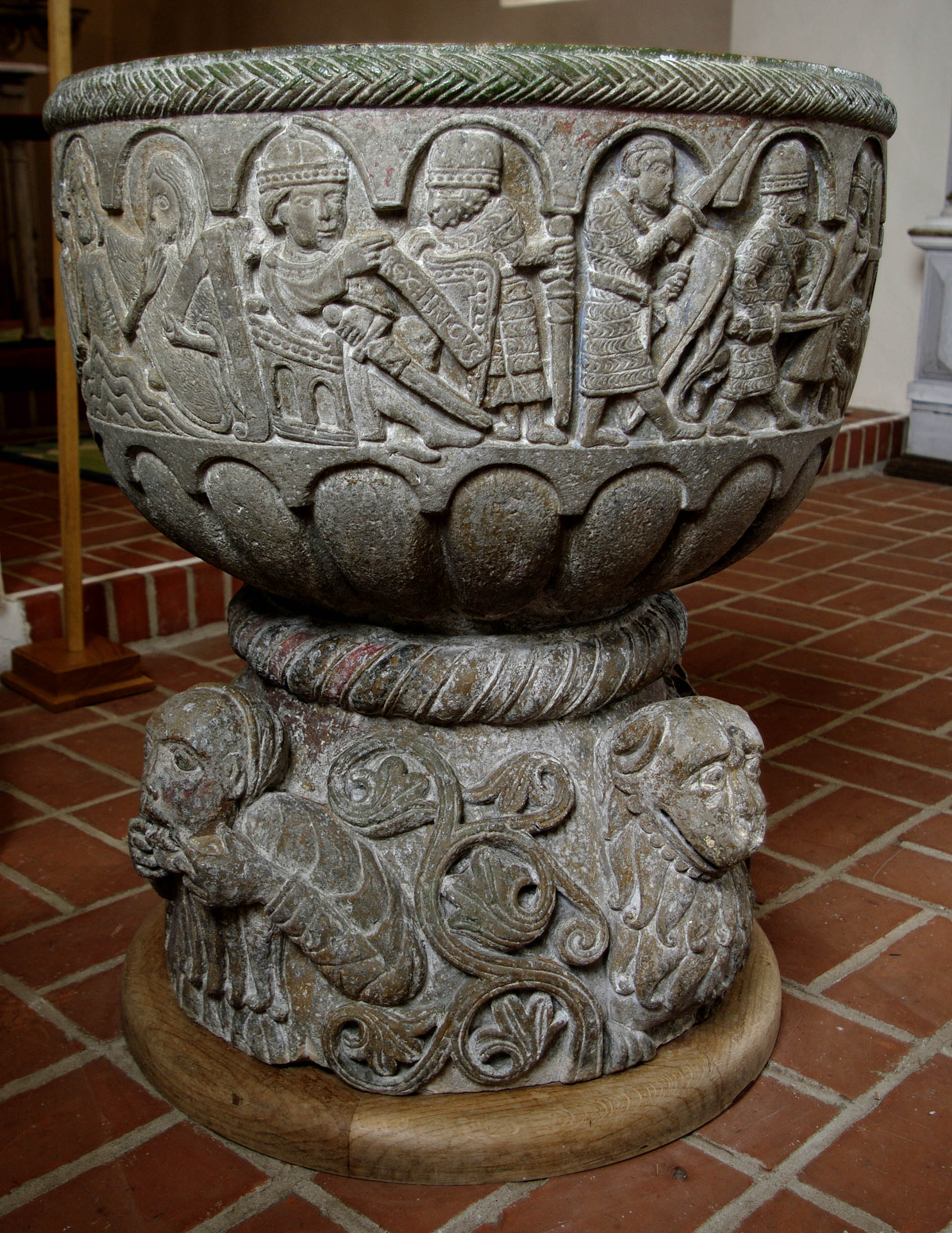
Dopfunten.
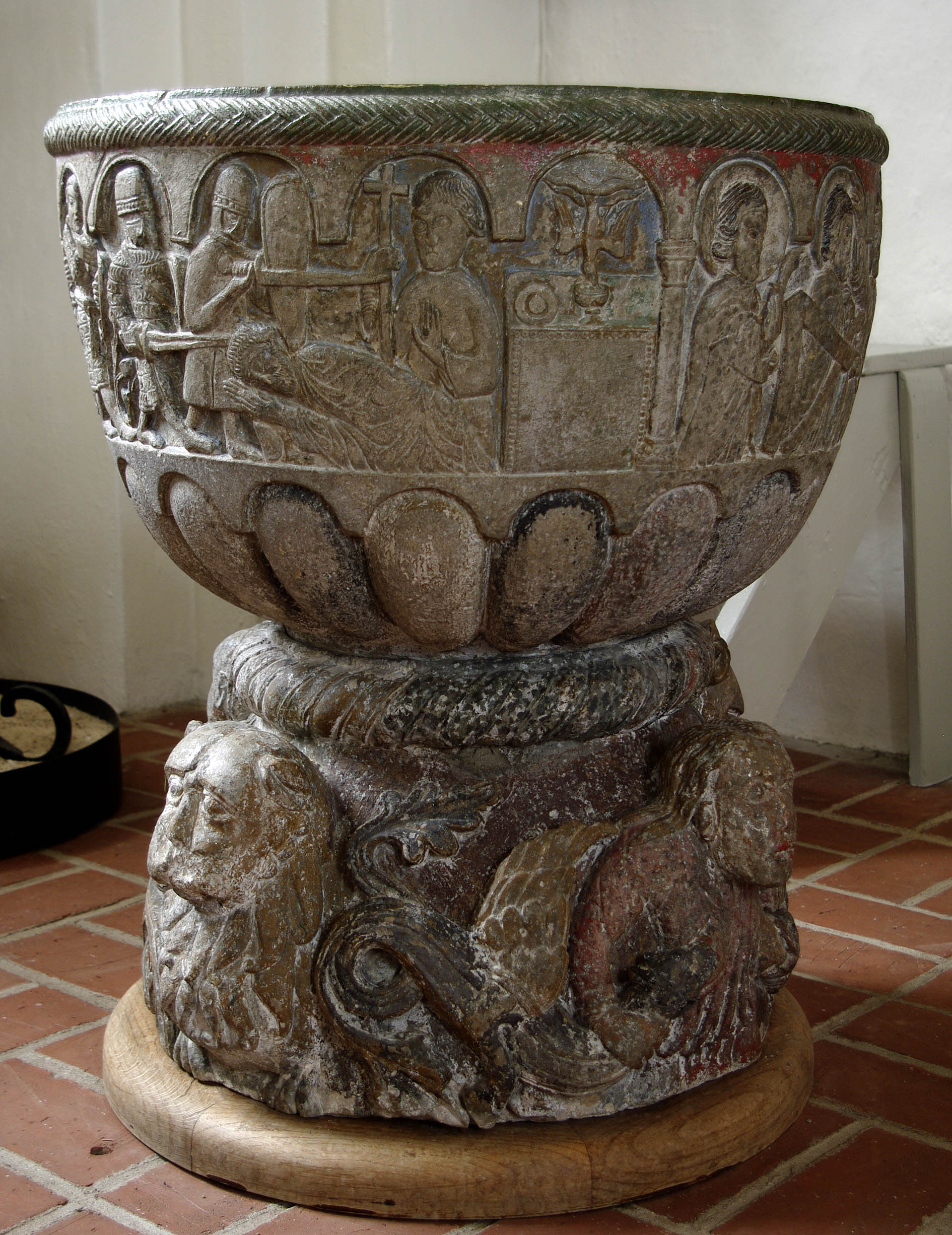
Dopfunten.
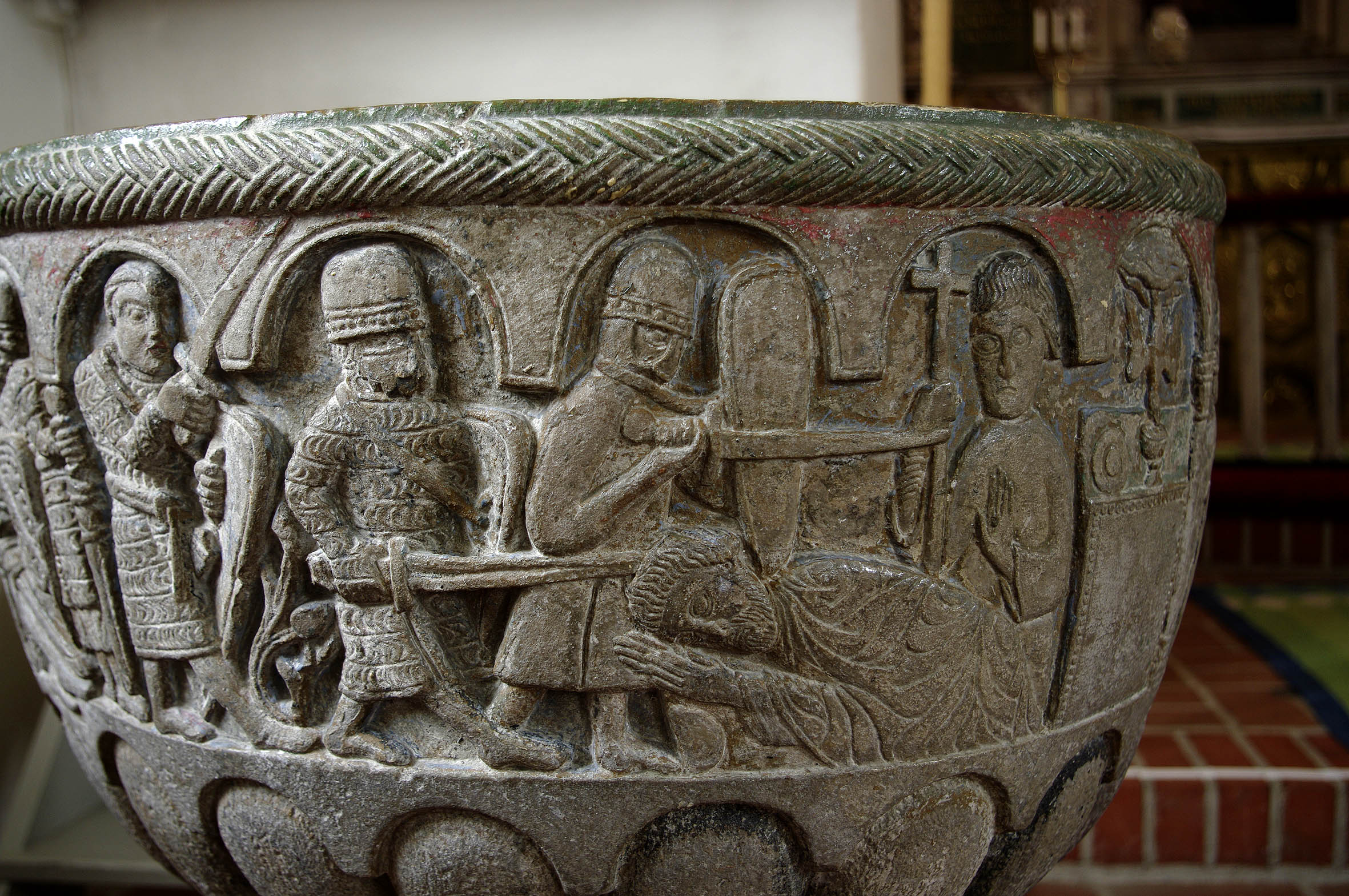
Detalj av mordscenen på dopfunten.
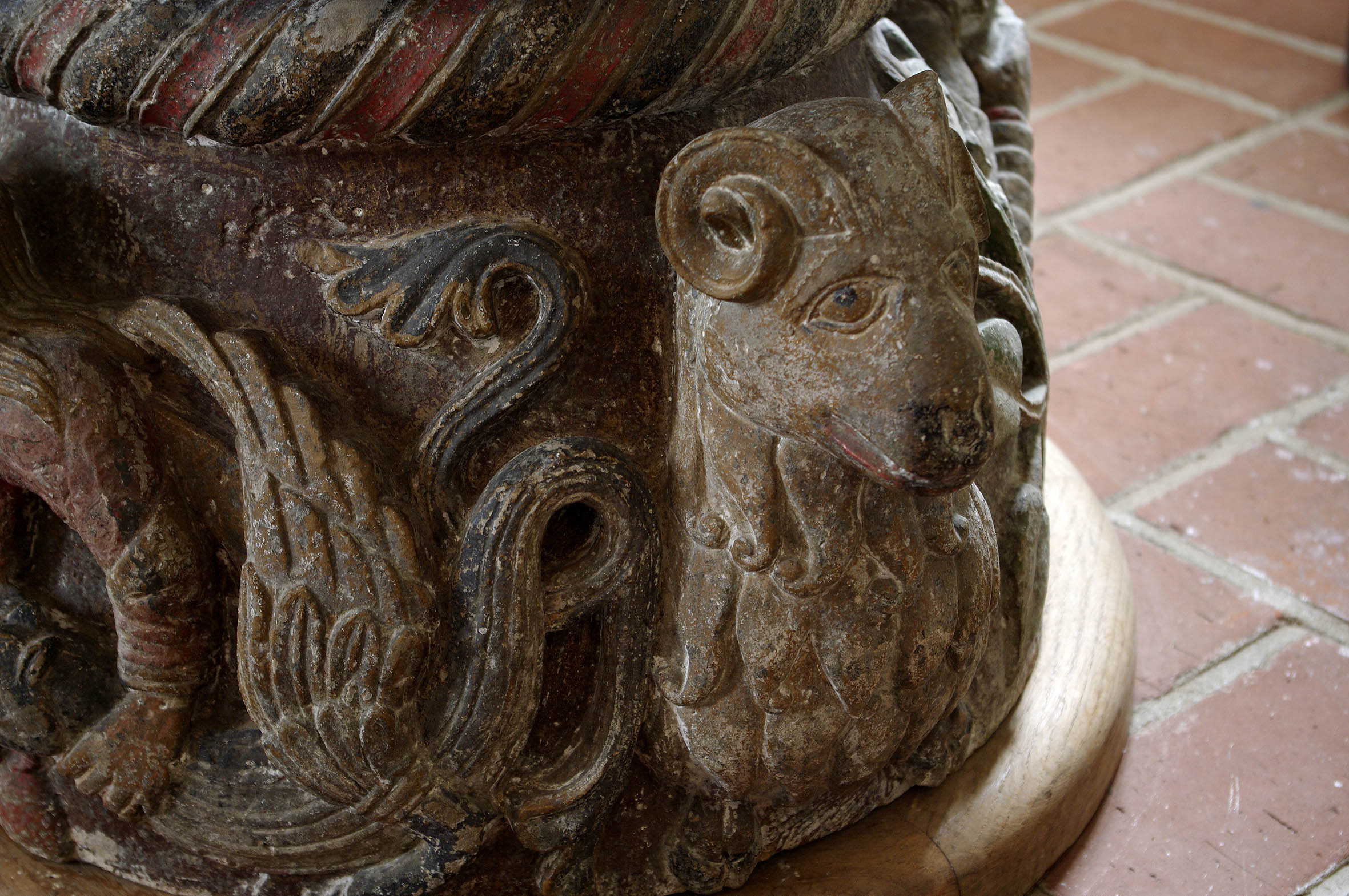
Detalj av dopfuntens fot.
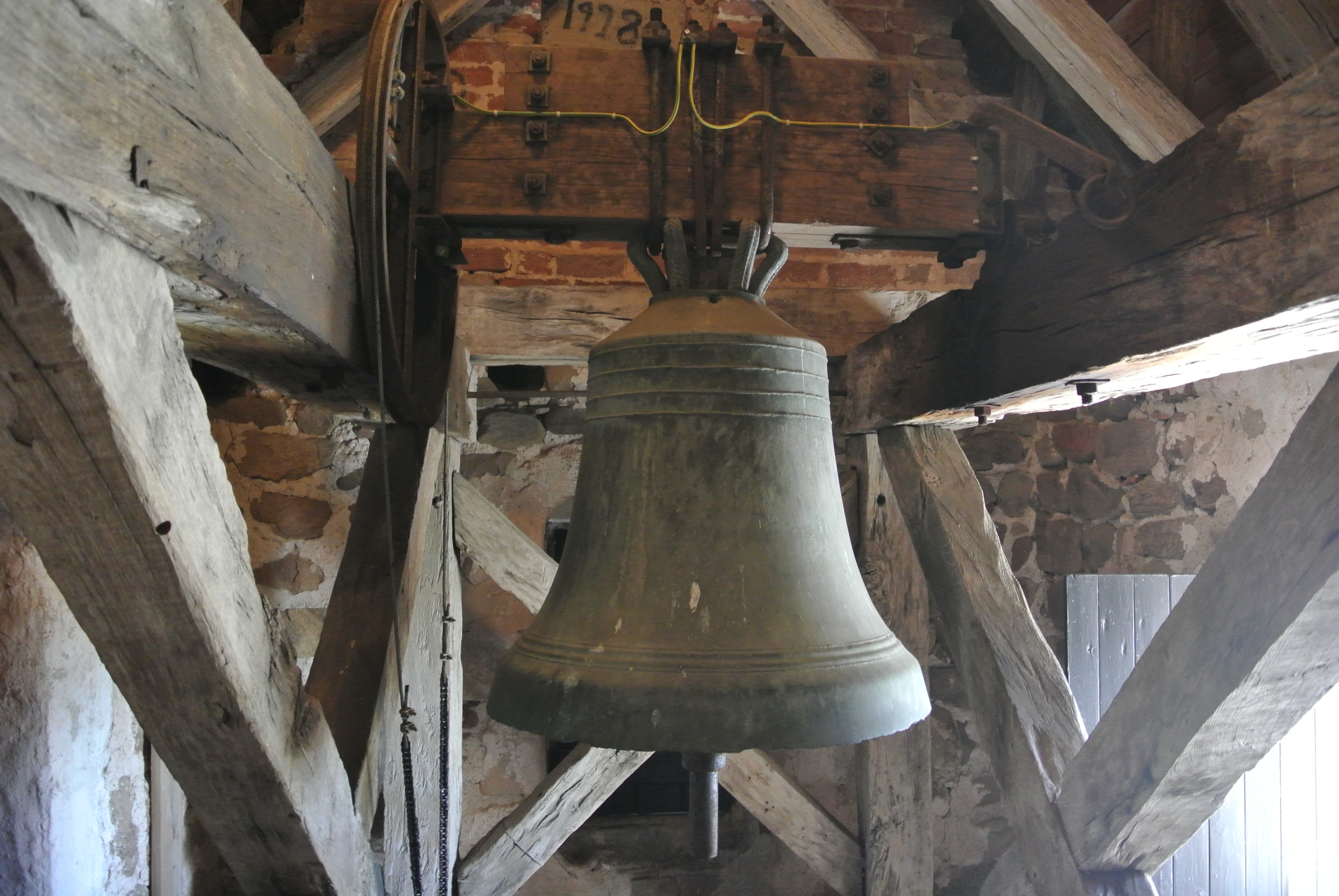
Storklockan
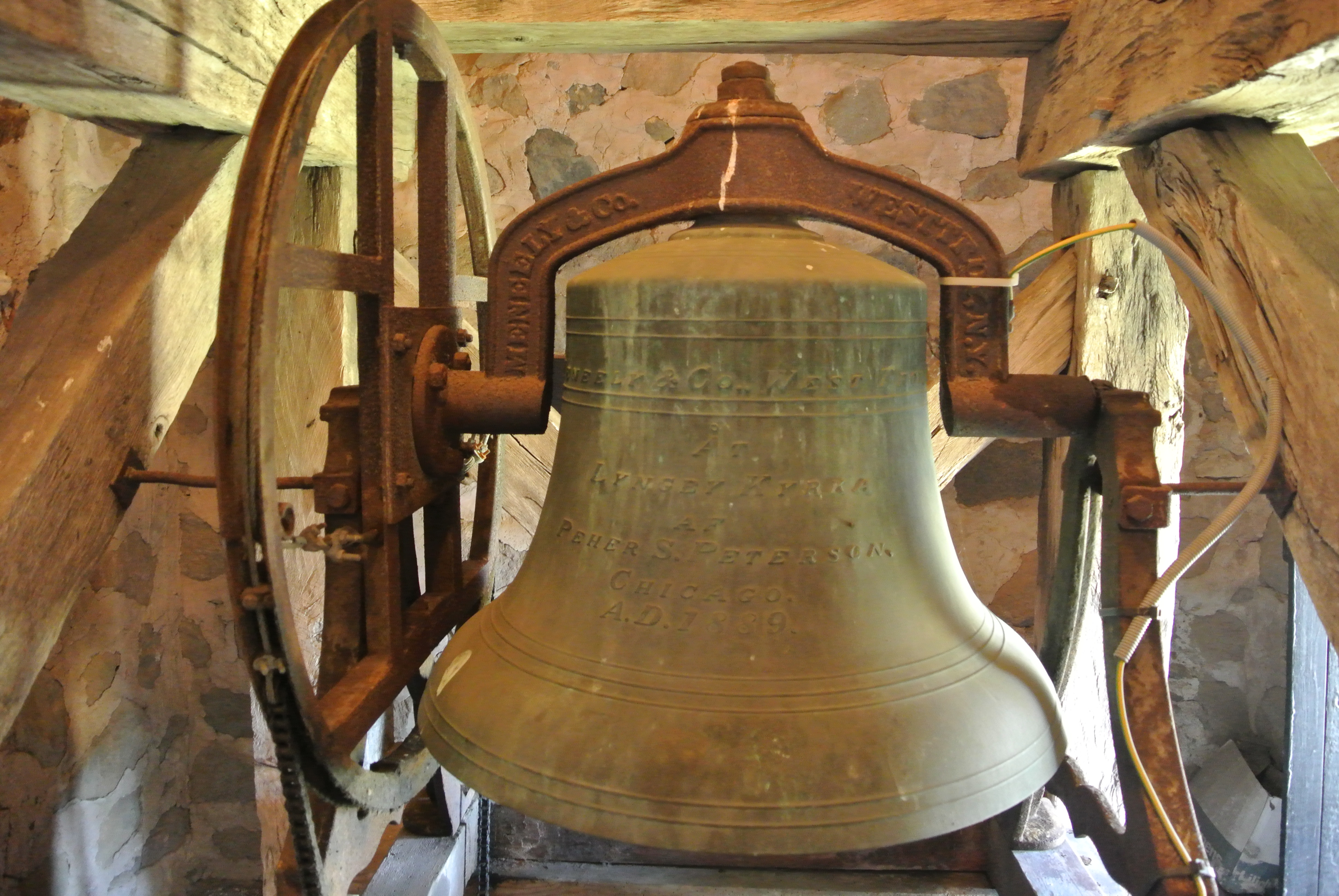
Lillklockan